# Bactromyiella ficta
Bactromyiella ficta är en tvåvingeart som först beskrevs av Walker 1861.  Bactromyiella ficta ingår i släktet Bactromyiella och familjen parasitflugor. Inga underarter finns listade i Catalogue of Life.